# 대한유도회
대한유도회는 대한민국 문화체육관광부 소관의 사단법인이다. 사무실은 서울특별시 송파구 올림픽로 424 올림픽문화센터 1층에 있다.

## 주요 사업
- 각종 유도경기대회 주관
- 유도선수 양성과 유도 보급